# Christina Onassis
Christina Onassis Livanos (en griego: Χριστίνα Ωνάση; Nueva York, Estados Unidos, 11 de diciembre de 1950 - Tortugas Country Club, partido de Pilar, Buenos Aires, Argentina, 19 de noviembre de 1988) fue una empresaria, socialité y heredera de la fortuna Onassis greco-argentina. Era la hija menor de Athina Livanos y el magnate multimillonario griego Aristóteles Onassis.

## Biografía
Christina Onassis, la única hija del magnate naviero griego Aristóteles Onassis y su primera esposa Athina Livanos, nació en la ciudad de Nueva York en el sanatorio LeRoy. Su abuelo materno era Stavros Livanos, fundador del imperio naviero Livanos. Christina tenía un hermano mayor, Alexander, y ambos fueron criados y educados en Francia, Grecia e Inglaterra. En concreto, ella se formó en la escuela Headington de Oxford y en el Queen's College de Londres, entre 1968 y 1969.
Los padres de Onassis se divorciaron en 1960, debido a la relación de su padre con la cantante de ópera Maria Callas. Más tarde, en 1968, se casó con la ex primera dama de Estados Unidos Jacqueline Kennedy, viuda del presidente John F. Kennedy. Según parece, Christina y Alexander desconfiaban de Kennedy y nunca la aceptaron. Por su parte, la madre de Christina, Athina, se casó con Stavros Niarchos en 1971.
En el plazo de 29 meses, Onassis perdió a toda su familia inmediata. Su hermano, Alexander, murió en un accidente de avión en Atenas en 1973, una muerte que devastó a toda la familia. Su madre murió de una sobredosis de barbitúricos en 1974, dejando a Christina 77 millones de dólares en inmuebles. Tras la muerte de Alexander, la salud de su padre comenzó a deteriorarse, y murió en marzo de 1975. Después de perder a su padre, Christina renunció a su ciudadanía estadounidense y donó al Hospital Americano de París la parte estadounidense de sus participaciones en la compañía de su padre. Por el contrario, mantuvo la doble ciudadanía griega y argentina a lo largo de toda su vida.

## Carrera
Tras la muerte de Alexander, Aristóteles Onassis comenzó a preparar a su hija para hacerse cargo de la empresa familiar, por lo que fue enviada a la ciudad de Nueva York para trabajar en su oficina. Tras la muerte de Aristóteles, heredó el 55% de su fortuna, estimada en 500 millones de dólares de aquel entonces. El 45% restante fue financiado por una fundación establecida en la memoria de Alexander, mientras que Jacqueline Kennedy recibió 26 millones de dólares del patrimonio. Christina había centrado la atención de su padre en sus últimos años; él la consideraba su sucesora y la entrenó con éxito en las operaciones comerciales del imperio de negocios Onassis. En efecto, tras la muerte de su padre, el imperio naviero Onassis siguió funcionando de manera eficaz.
Onassis recibió considerable atención de los medios de comunicación debido a su lujoso estilo de vida, sus hábitos de consumo y su turbulenta vida personal. A pesar de su riqueza, a menudo era infeliz, por culpa de sus continuas batallas contra el sobrepeso y por su incapacidad para encontrar un amor duradero. Toda su vida hizo dietas para perder grandes cantidades de peso pero, cuando luego volvía a recuperarlo, entraba en frecuentes depresiones. Diagnosticada con depresión clínica a la edad de 30 años, se le prescribieron barbitúricos, anfetaminas y pastillas para dormir. Onassis se convirtió en adicta y fue hospitalizada por una sobredosis de somníferos en la década de 1970.

## Vida privada
Onassis tuvo cuatro matrimonios, cada uno de los cuales terminó en divorcio. Se casó con su primer marido, el promotor inmobiliario José Bolker, a los 20 años en 1971. Bolker era un padre divorciado de cuatro hijos, 27 años mayor que ella. Según las crónicas de la época, su padre desaprobaba la relación y la presionó para divorciarse de él. El matrimonio solamente duró nueve meses.
Su segundo marido fue con un rico heredero griego, Alexander Andreadis, con quien se casó poco después de la muerte de su padre, en 1975. Se divorciaron después de 14 meses.
El tercer marido de Onassis era un agente naviero de Rusia, Sergei Kauzov, con quien se casó en 1978. La pareja se divorció al año siguiente.
Su cuarto y último matrimonio fue con el empresario francés Thierry Roussel y tuvo lugar en 1984. Juntos tuvieron una hija, Athina, en 1985. Se divorciaron después de que Christina Onassis descubriera que Roussel había tenido durante el matrimonio un niño con su amante, la modelo sueca Marianne "Gaby" Landhage.
Estuvo pasando sus últimos años sentimentalmente con Jorge Tchomlekdjoglou, un empresario argentino de origen griego. Se comprometieron, pero a raíz del fallecimiento de Christina nunca se dio el casamiento. Él la halló muerta.

## Fallecimiento
El 19 de noviembre de 1988, a los 37 años, el cuerpo de Onassis fue encontrado por su gobernanta en la bañera de una mansión del Tortugas Country Club, situado en el partido de Pilar, provincia de Buenos Aires, propiedad de su íntima amiga Marina Dodero, a quien había ido a visitar. En el momento de su fallecimiento, su hija Athina Roussel se encontraba en Suiza con su padre y su madrastra. La autopsia no encontró evidencia de suicidio, sobredosis de drogas o crimen, y dictaminó que Onassis había muerto de un ataque al corazón, causado por un edema agudo de pulmón. Un funeral privado, de rito ortodoxo griego, se llevó a cabo el 20 de noviembre en una capilla de Skorpios, la isla privada propiedad de su familia. Sus restos descansan en el cementerio de dicha isla, junto a los de su padre y su hermano.
Onassis dejó a su única hija, Athina, toda su fortuna, estimada en 2.500 millones de dólares en el momento de su muerte. Athina fue criada en Suiza por su padre, Thierry Roussel, y su esposa, Marianne "Gaby" Landhage, y obtuvo el control de la mitad del patrimonio al cumplir 18 años.

## Cultura popular
La cantante estadounidense Patty Griffin dedicó la canción "Christina" a Onassis. El cantautor español Joaquín Sabina también le dedicó una canción, titulada "Pobre Cristina", aparecida en su álbum de 1990 Mentiras piadosas.
En la serie de televisión española Veneno, el capítulo número 4 es llamado «La maldición de las Onassis». El capítulo fue estrenado el 27 de septiembre de 2020.